# Tetraserica brahmaputrae
Tetraserica brahmaputrae är en skalbaggsart som beskrevs av Ahrens 2004. Tetraserica brahmaputrae ingår i släktet Tetraserica och familjen Melolonthidae. Inga underarter finns listade i Catalogue of Life.